# Salaš pod Suchým vrchom
Salaš pod Suchým vrchom – niewielka chata pod Suchým vrchom w Wielkiej Fatrze na Słowacji (w istocie znajduje się pod mało wybitnym, dawniej nie wyróżnianym na mapach szczytem Koniarky). Jest to dostępna dla wszystkich drewniana chatka bez stałego gospodarza, przystosowana do całorocznego, bezpłatnego noclegowania w spartańskich warunkach. Słowacy tego typu schroniska bez gospodarza określają słowem utulňa, w języku polskim brak odpowiednika.
Chatka znajduje się na wysokości około 1380 m w połowie odległości między szczytami Chyžky i Suchý vrch, w odległości około 100 m na zachód od ścieżki czerwonego szlaku biegnącego tymi szczytami (odcinek Magistrali Wielkofatrzańskiej, Veľkofatranská Magistrála). Chatka jest kryta blachą, ma zamykane drzwi i dwa okna, 3 prycze do spania z materacami, stół, ławy i murowany z cegły piec kuchenny z kominem. Dla większej ilości turystów możliwość spania na podłodze z desek, oraz pod dachem na stropie z desek. Jest wyposażona w siekierę, piłę do cięcia drewna na opał, naczynia kuchenne. Przed chatką miejsce na ognisko. Woda ze źródła znajdującego się w odległości około 250 m od chatki, WC typu sławojka na zewnątrz chatki, pod lasem. O porządek w chatce i sprzątanie śmieci powinni dbać korzystający z chatki.

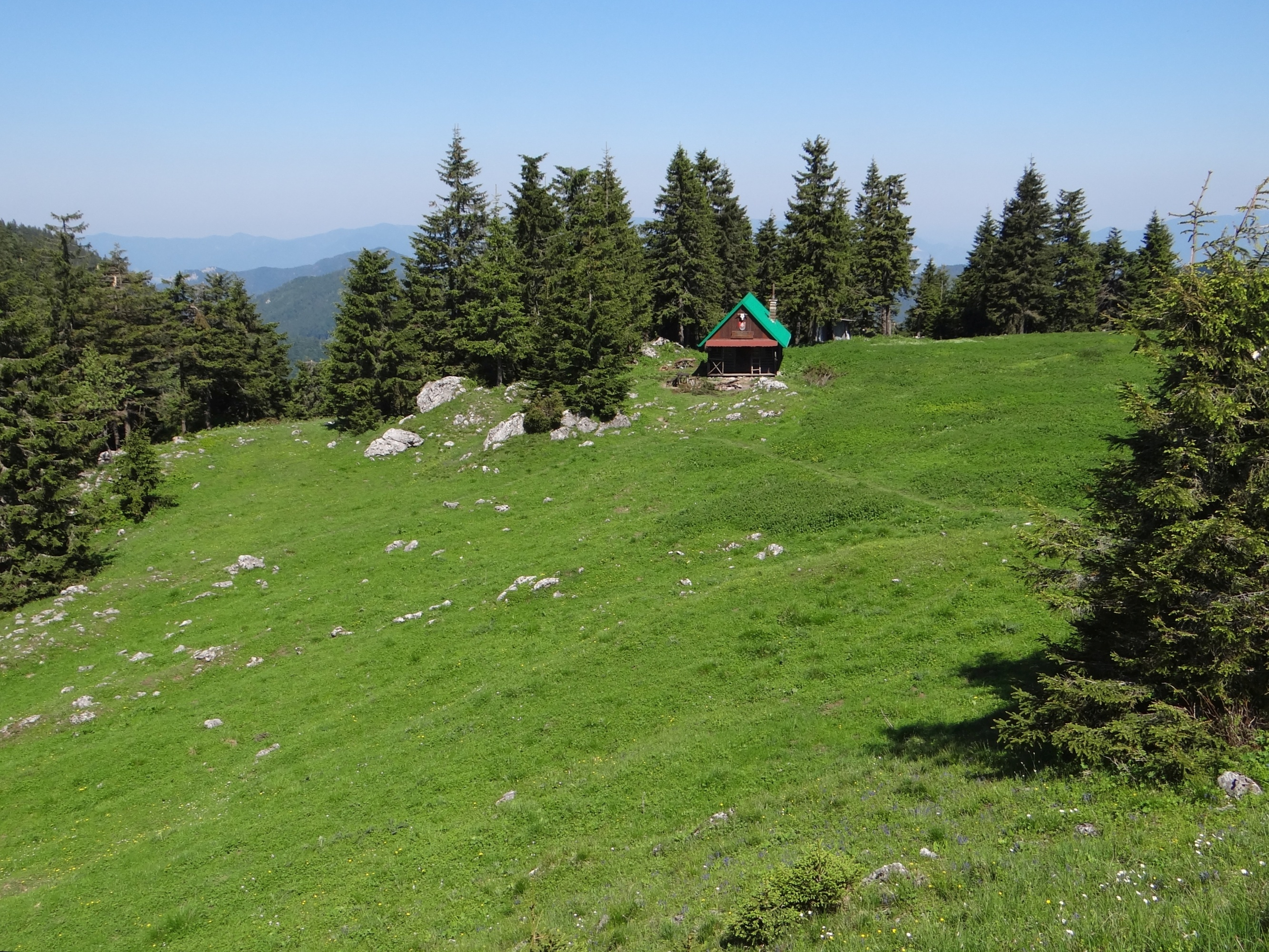
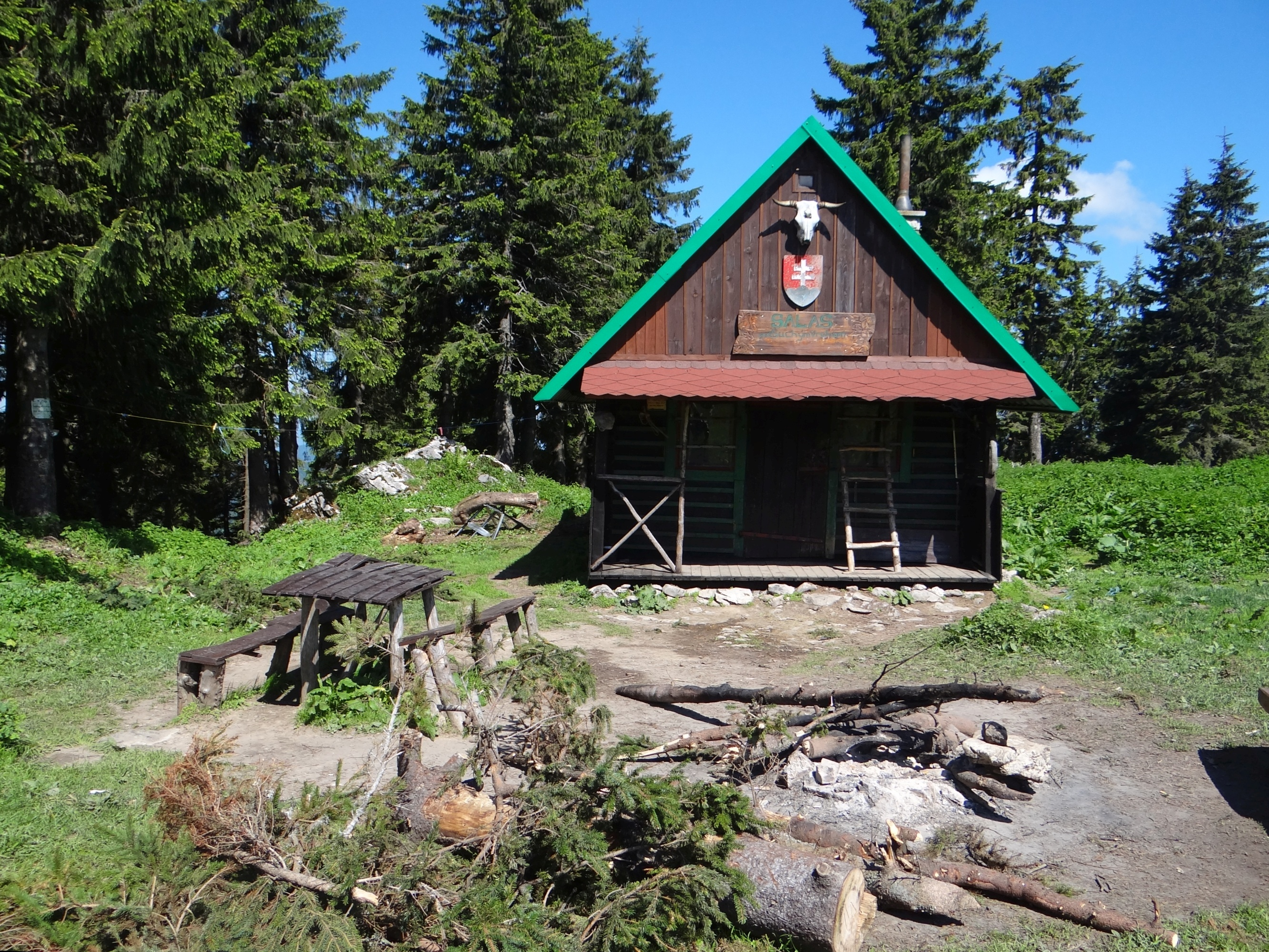
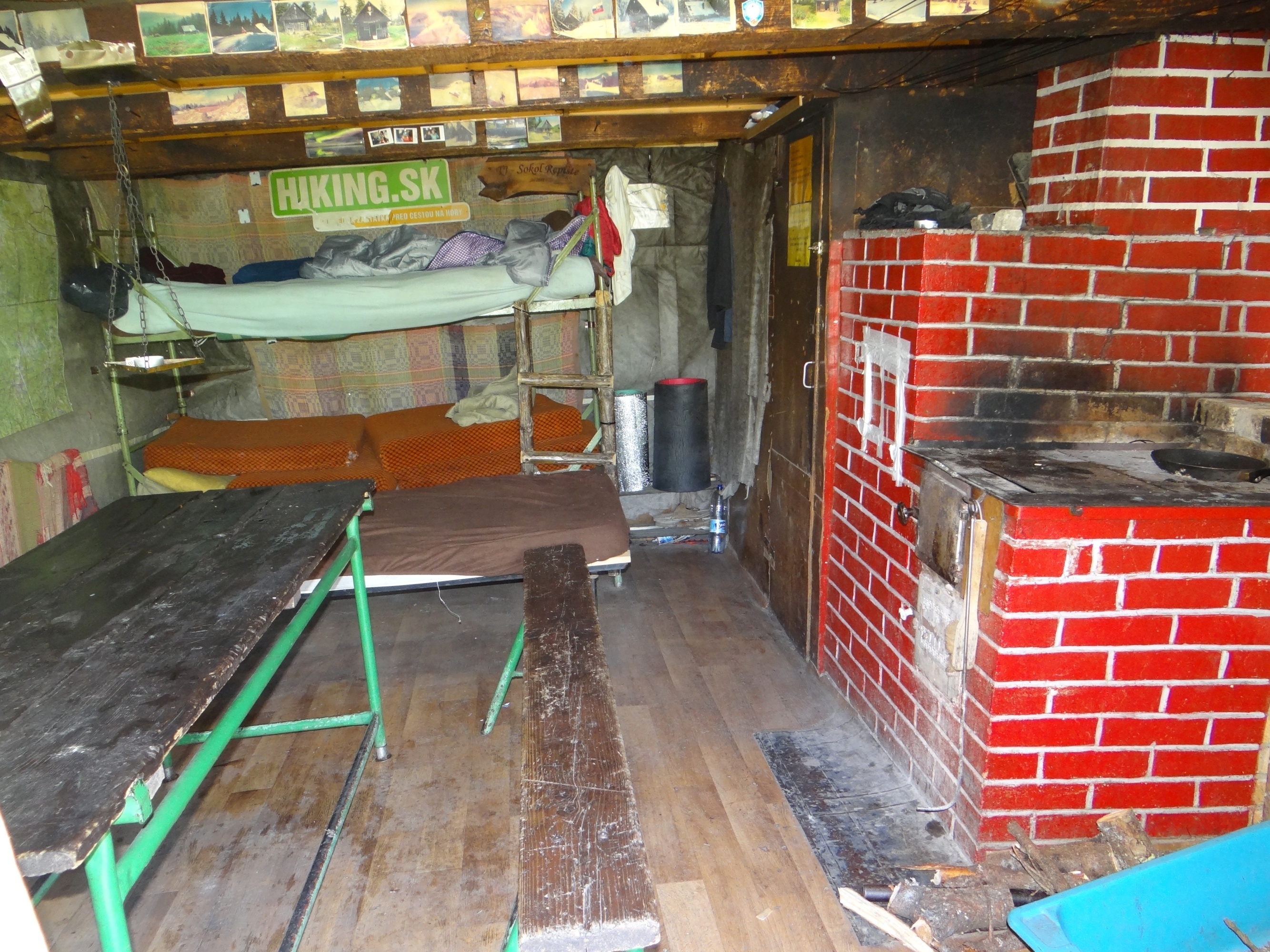
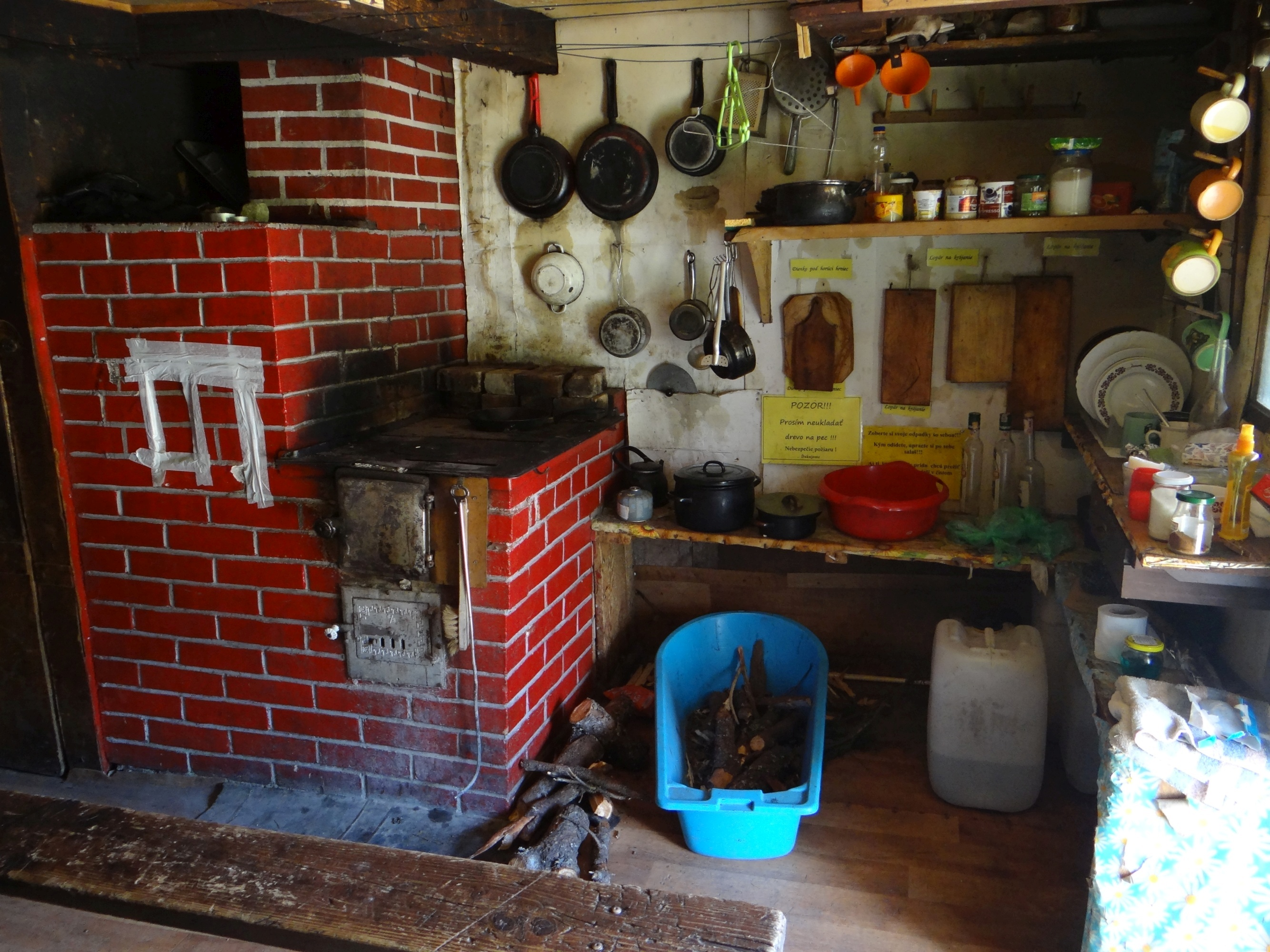
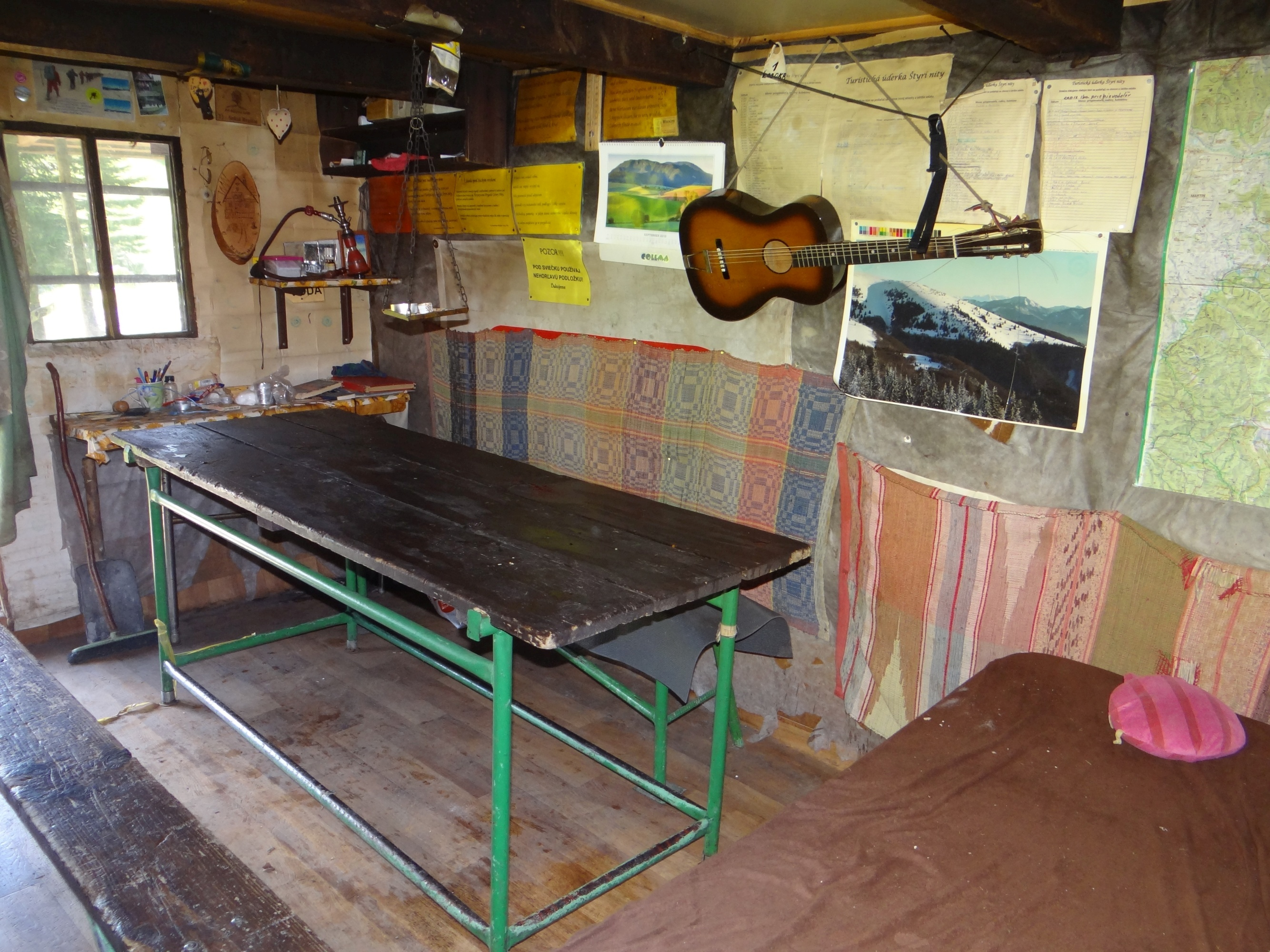
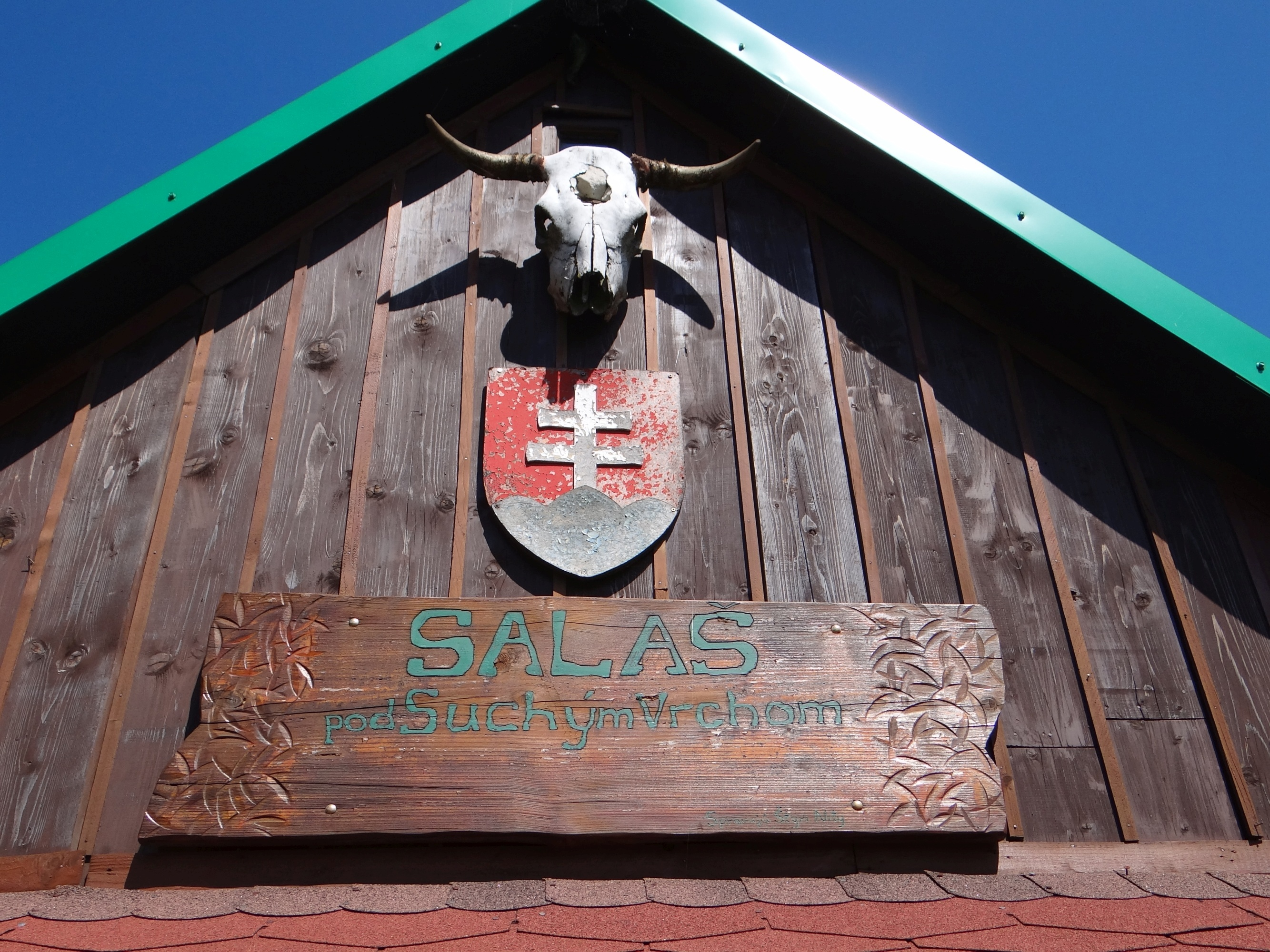
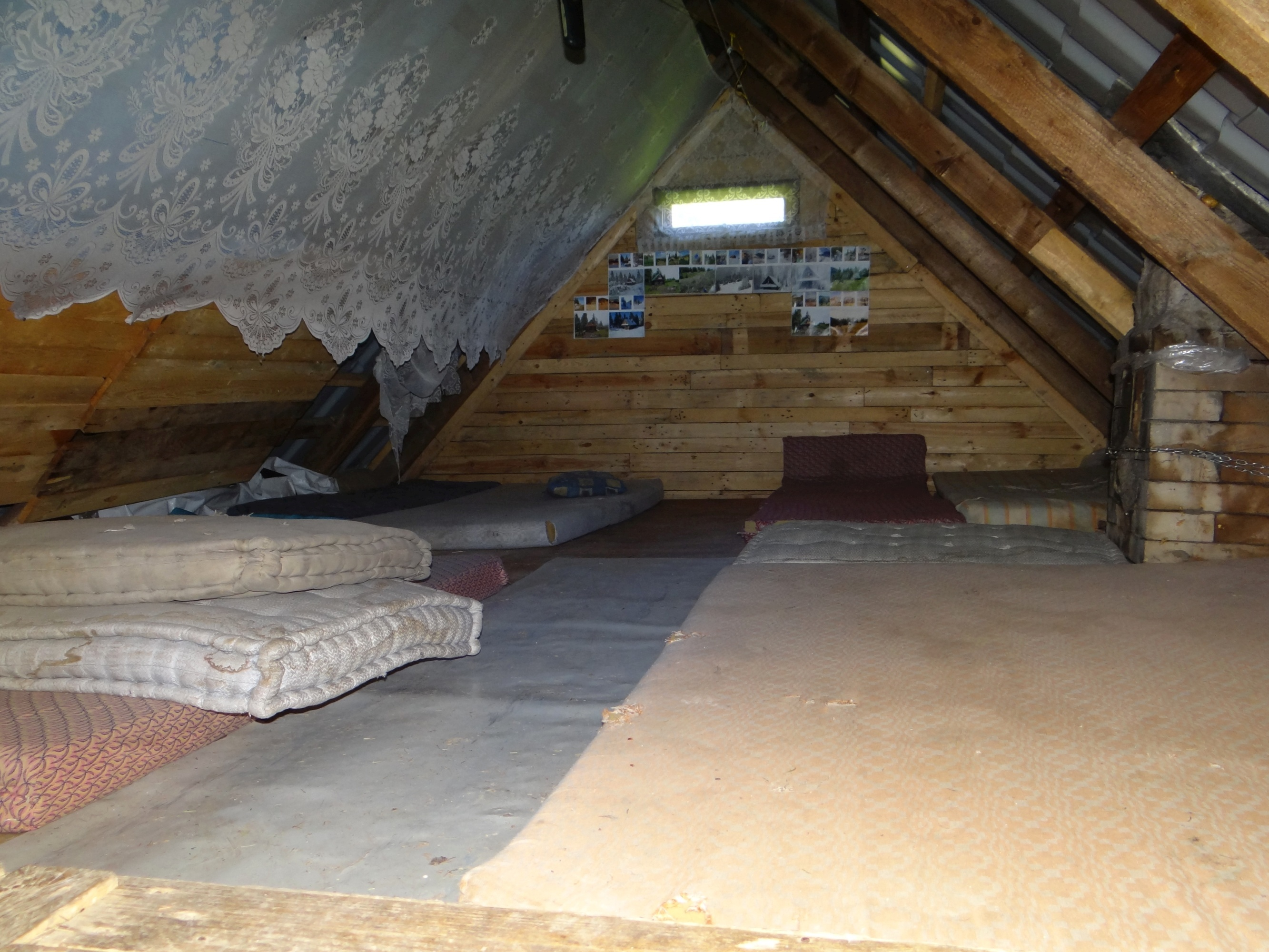